# Чистенский сельский совет
 Чистенский сельский совет (укр. Чистенська сільська рада, крымскотат. Acı Qal köy şurası) — административно-территориальная единица в Симферопольском районе АР Крым Украины (фактически до 2014 года), ранее до 1991 года — в  составе Крымской области УССР в СССР, до 1954 года — в составе Крымской области РСФСР в СССР, до 1945 года — в составе Крымской АССР РСФСР в СССР.
Образован сельсовет в 1925 году.
К 2014 году сельсовет состоял из 7 сёл:
- Чистенькое
- Камышинка
- Левадки
- Новозбурьевка
- Трёхпрудное
- Трудолюбово
- Фонтаны

С 2014 года на месте сельсовета находится Чистенское сельское поселение.